# Flashpoint (film, 1998)
Pour les articles homonymes, voir Flashpoint.
Flashpoint (l'Incendiaire pour la version française) est un film pornographique américain tourné en 1998, produit par le studio Wicked Pictures (Marc Dorcel en France). Le film a été réalisé par Brad Armstrong. 

## Récompenses
- Hot d'Or du meilleur film

## Fiche technique
- Titre : Flashpoint
- Réalisation : Brad Armstrong
- Scénario :
- Production : Wicked Pictures
- Date de sortie : 5 octobre 1999
- Film : américain
- Genre : pornographie
- Durée : 111 min
- Film pour adultes

## Distribution
- Jenna Jameson : Jenna
- Jill Kelly : Jill
- Sindee Coxx : Sandy Bennett
- Missy : Jane
- Sydnee Steele : Trisha
- Brittany Andrews : Cindy
- Asia Carrera : Stephanie
- Johnni Black : Tracy Smith
- Brad Armstrong : le lieutenant Hill
- Eric Price : Ron Dillon
- Mike Horner : le capitaine Marks
- Steve Drake : le lieutenant Anderson
- T.T.Boy : Mike O'Connell